# 达密凌苏龙
达密凌苏龙（1879年—1950年），蒙古族，清末八旗察哈尔人，出身察哈尔右翼正黄旗乌兰哈达。中华民国、蒙疆联合自治政府政治人物。

## 生平
达密凌苏龙生于察哈尔商都牧群的一个贫苦牧民家庭。达密凌苏龙22岁时（1900年），被编入察哈爾正黃旗当披甲正兵。1912年牛年之亂時，他在大蒙古國穆隆格手下担任小组长，后升任团长。民国4年（1915年），达密凌苏龙加入赵立成的队伍（赵立成曾经率部参加辛亥革命中的丰镇起义）。后由于达密凌苏龙释放了阿拉善王爷，遭到“黑军”追捕，乃逃到外蒙古大库伦当兵，并且升任连长。
民国5年（1916年），内蒙古和外蒙古按照《中俄蒙协约》分治，达密凌苏龙率近百名士兵经阿拉善回到了正黄旗。民国6年（1917年）2月，达密凌苏龙任正黄旗十二苏木章京。民国9年（1920年），察哈尔都统衙门成立锡察护路队，达密凌苏龙兼任小队长。民国12年（1923年），达密凌苏龙升为正黄旗副参领。民国16年（1927年），达密凌苏龙升为正黄旗参领，兼乌滂守备队队长。民国17年（1928年），察哈尔右翼蒙兵武装警察总队成立，达密凌苏龙出任东路队长，手下共300多人。民国19年（1930年），达密凌苏龙升任正黄旗总管。

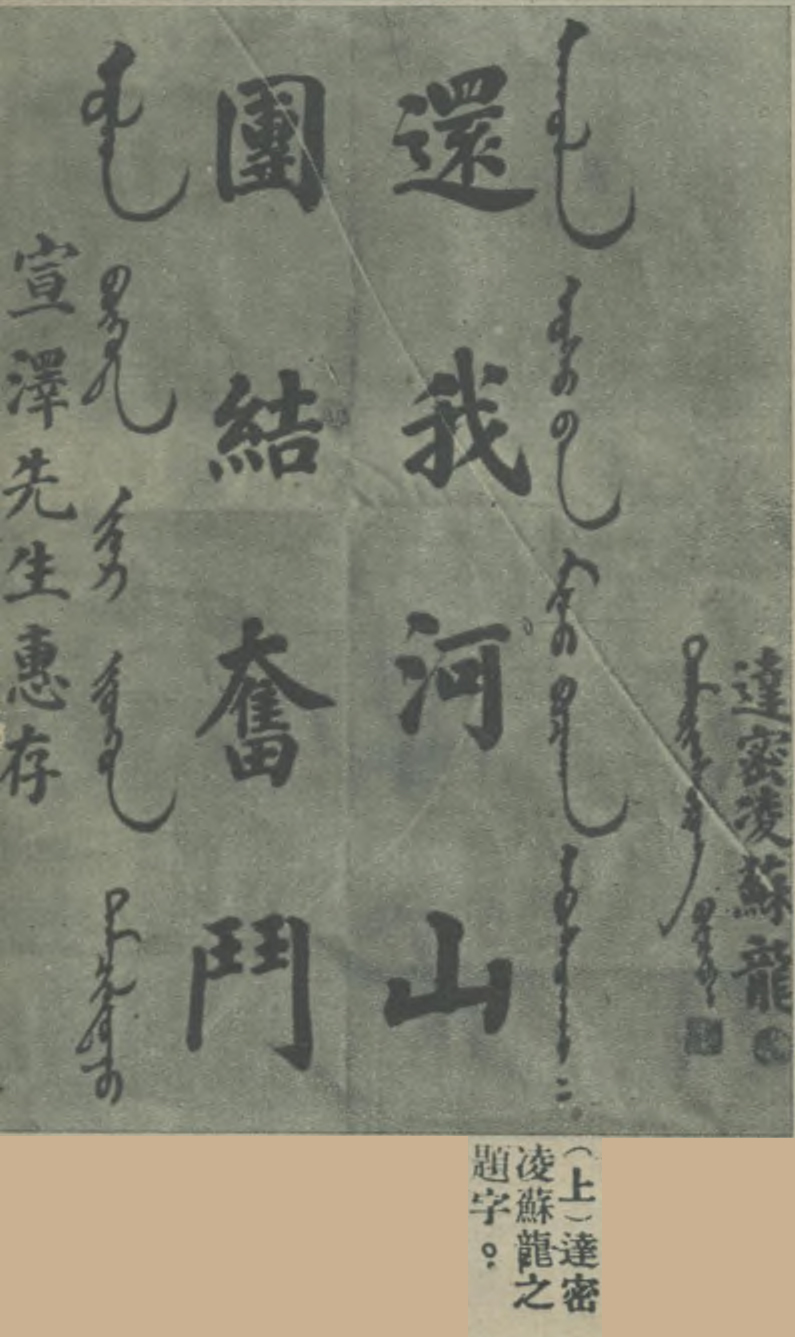
達密凌蘇龍在百靈廟戰鬥後的題字

此後他受中共党员纪松龄及毕力格巴特等的影响，思想发生变化。民国22年（1933年），达密凌苏龙率部投向冯玉祥，参加察哈尔民众抗日同盟军。民国23年（1934年），绥远省在察哈尔右翼成立绥东四旗剿匪保安司令部，达密凌苏龙被任命为司令。民国25年（1936年）5月，达密凌苏龙担任绥远省境内蒙古各盟旗地方自治政务委员会委员。同年底，达密凌苏龙在红格尔图外围配合晋绥军击退了日本支持下的王英军的进攻。 
民国26年（1937年），达密凌苏龙参加了德穆楚克栋鲁普召开的蒙古联盟自治政府第二次蒙古大会，被任命为察哈尔盟副盟长。同年，日军占领绥东后，达密凌苏龙投靠日本。达密凌苏龙部被整编为蒙古军第七师，达密凌苏龙担任少将师长。民国34年（1945年），获授中将军衔。
日本投降后，达密凌苏龙率部赴商都旗向苏蒙联军和晋绥军投降。不久，达密凌苏龙部在苏蒙联军和晋绥部队的监视之下，开赴蒙古人民共和国。民国37年（1948年）5月，达密凌苏龙回到中国。同年末，达密凌苏龙出任内蒙古自治政府参事室高等参事。
1950年，达密凌苏龙在乌兰浩特病逝，享年72岁。